# Cornate d'Adda
Cornate d'Adda é uma comuna italiana da região da Lombardia, província de Monza e Brianza, com cerca de 9.214 habitantes. Estende-se por uma área de 13 km², tendo uma densidade populacional de 709 hab/km². Faz fronteira com Paderno d'Adda (LC), Medolago (BG), Verderio Superiore (LC), Verderio Inferiore (LC), Suisio (BG), Sulbiate, Bottanuco (BG), Mezzago, Trezzo sull'Adda, Busnago.

## Demografia
| Variação demográfica do município entre 1861 e 2011                               |
|                                                                                   |
| Fonte: Istituto Nazionale di Statistica (ISTAT) - Elaboração gráfica da Wikipedia |